# Partenope (Zumaya)

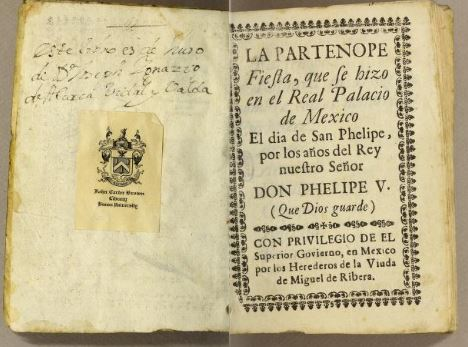

Partenope è un'opera lirica in tre atti di Manuel de Zumaya. Zumaya adattò il libretto lui stesso da una traduzione in spagnolo del libretto di Silvio Stampiglia. È la prima opera scritta in Messico e in America del Nord.

## Accoglienza
(Guillermo Orta Velázquez. Breve historia de la música en México, México: Joaquín Porrúa: 1970)

## Libretto
Manuel de Zumaya utilizzò la traduzione di un libretto originalmente scritto in italiano da Silvio Stampiglia e già musicato precedentemente da altri compositori. Il primo compositore di cui si sa che utilizzò questo libretto fu Luigi Mancia, il quale pubblicò la sua versione a Napoli nel 1699. Altre versioni si devono a Leonardo da Vinci e Georg Friedrich Händel.

## Storia della composizione
L'opera di Manuel de Zumaya fu commissionata dal viceré Fernando de Alencastre e fu rappresentata in anteprima al Palazzo Vicereale di Città del Messico il 1º maggio 1711. Questa è la prima opera mai eseguita nel continente nordamericano . La prima opera andata in scena in tutto il continente fu  La púrpura de la rosa su libretto di Pedro Calderón de la Barca e Tomás de Torrejón y Velasco, uscito nella corte vicereale di Lima nel Vicereame del Perù. In precedenza Manuel de Sumaya aveva scritto un'opera corta intitolata El Rodrigo e classificata come melodramma. Non vi è alcun riferimento al lavoro e la critica ha accettato di non considerarla come un'opera per essere classificato come un melodramma, ma conoscendo i costumi d'opera italiane del tempo, che spesso si classificavano le opere come melodrammi o drammi in musica, dovrebbe essere riconsiderato se la prima di El Rodrigo fu data per commemorare la nascita del figlio Luis nell'anno1708 questa non sarà stata la data esatta di nascita dell'opera in Messico. 
Partenope è menzionata come un personaggio della mitologia greca e della letteratura classica come una delle sirene che tormentavano Ulisse. Secondo una versione, lei si gettò in mare perché il suo amore per Ulisse non era ricambiato. Il suo cadavere fu gettato dalle acque del mare sulle coste della attuale Napoli. Pertanto, per un certo tempo questa regione fu chiamata Partenope, come questo personaggio. Silvio Stampiglia creò una storia non ufficiale per la storia antica in cui Partenope è la regina di Napoli. Sia la musica di La Partenope che El Rodrigo sono andate perdute. Si sa della sua esistenza grazie ad un documento pubblico diffuso nel 1711 da una stamperia di Città del Messico di Alellido Rivera. È conservato nella Biblioteca Nazionale del Messico il libretto utilizzato da Manuel de Sumaya.

## Ruoli
| Ruolo                                                   |
| ------------------------------------------------------- |
| Rosmira, Principessa di Cipro                           |
| Partenope, Regina di Partenope (successivamente Napoli) |
| Arsace, Principe di Corinto                             |
| Armindo, Principe di Rodi                               |
| Emilio, Principe di Cuma                                |
| Ormonte, Capitano delle Guardie di Partenope            |

## Trama
Il principe Arsace e il principe Armindo desiderano sposare la regina Partenope, fondatrice del regno di Napoli. Il regno è in guerra contro il principe Emilio. Partenope è attratta da Arsace non sapendo che il principe ha abbandonato prima Rosmira. Lei, travestita da uomo e con il nome di Eurimene, è arrivata a corte, cercando di nuovo l'amore del traditore. Rosmira, nel suo costume Eurimene si lamenta della sua infedeltà e chiede il segreto sulla sua falsa identità. Dopo una complessa rete di intrecci la vera identità di Rosmira si rivela e viene ripristinato l'ordine attraverso convenienti matrimoni delle coppie che hanno compreso la situazione.